# Вильгельмина
Вильгельми́на Еле́на Паули́на (Павли́на) Мари́я (нидерл. Wilhelmina Helena Pauline Marie; 31 августа 1880[…], Нордейнде, Нидерланды или Гаага — 28 ноября 1962[…], Хет Лоо, Гелдерланд или Апелдорн, Гелдерланд) — королева Нидерландов, царствовавшая с 1890 по 1948 год, после отречения носившая титул принцессы Нидерландов. Правнучка российского императора Павла I.

## Биография
Единственный ребёнок короля Виллема III от второго брака с Аделаидой Эммой Вальдек-Пирмонтской. Когда она родилась, отцу было 63 года, в детстве она была очень к нему привязана. От первого брака у короля было три сына, однако к моменту рождения Вильгельмины в живых оставался только один — Александр, который умер в 1884 году, когда Вильгельмине было четыре года. Тем самым она стала наследницей престола.
После кончины отца 10-летняя Вильгельмина вступила на престол, до совершеннолетия её мать Эмма была регентшей Нидерландов. Виллем III был не только королём Нидерландов, но и великим герцогом Люксембурга. Так как люксембургский престол тогда передавался по салическому закону, Вильгельмина наследовала отцу только в Нидерландах, и личная уния между Нидерландами и Люксембургом прекратила существование. Великим герцогом Люксембургским стал Адольф Нассауский.
Вильгельмина правила Нидерландами (считая с момента совершеннолетия) пятьдесят лет — дольше других нидерландских монархов. Во время её царствования прошли Первая и Вторая мировая война, а Нидерланды лишились своей главной колонии — Индонезии.

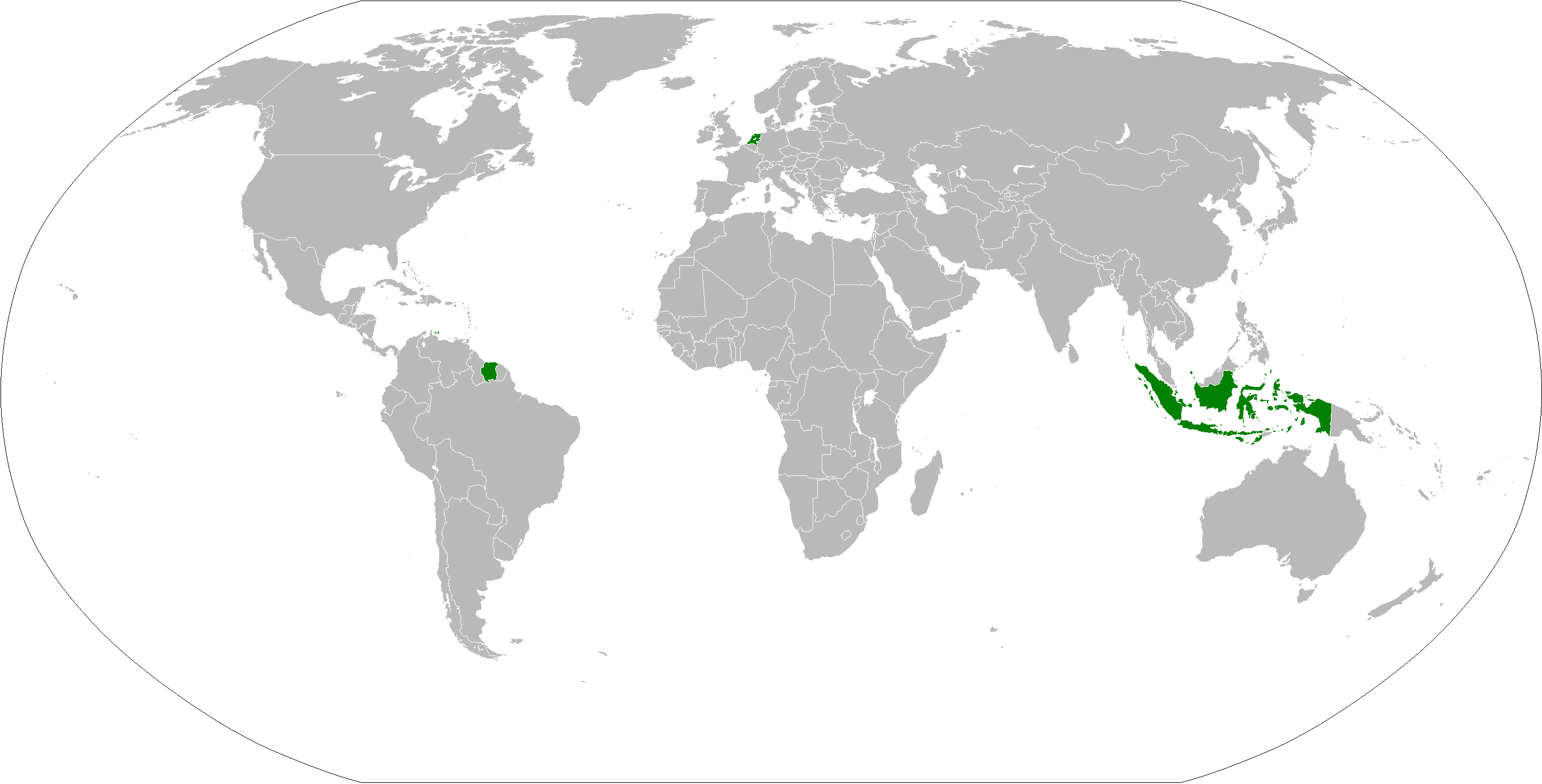
Голландская колониальная империя

Перед Первой мировой войной во время визита в Германию дала отпор императору Вильгельму II Гогенцоллерну, по мнению исследователей, предотвратив тем самым вторжение германцев в Нидерланды:
– Видите, какие у меня гвардейцы, Ваше Величество?! Каждый семи футов роста! Ваши им едва по плечо!
– Верно, Ваше Величество! Но если мы откроем свои шлюзы – вода встанет над Нидерландами на десять футов!
После этого Вильгельм II так и не решился вторгнуться в Нидерланды. При этом после своего отречения в ноябре 1918 года он нашёл приют именно в этой стране. Более того, через несколько месяцев Вильгельмина не стала выполнять требования союзников о выдаче бывшего немецкого императора, что напрямую предусматривалось статьей 227 Версальского договора. В итоге Вильгельм II так и прожил остаток жизни в своём голландском замке в Дорне, где в июне 1941 года умер и был там же похоронен.
В мире Вильгельмина известна прежде всего благодаря её роли во Второй мировой войне: королева до самого конца надеялась избежать участия в войне. Однако в мае 1940 года страна была захвачена Германией, Вильгельмина отказалась подчиниться оккупантам, покинула страну и возглавила правительство в изгнании; её имя стало лозунгом нидерландского Сопротивления. При падении Роттердама засевшая в доках рота нидерландской морской пехоты потребовала королеву, находившуюся в море на голландском военном корабле, к микрофону лично, чтобы получить приказ прекратить сопротивление под угрозой полного уничтожения города. Немецкая бомбардировка всё равно уничтожила Роттердам почти полностью.
В конце марта 1945 года, когда Бельгия и южные Нидерланды были освобождены, королева Вильгельмина стремилась заключить сделку с нацистами, чтобы спасти бельгийскую королевскую семью по просьбе матери короля Бельгии Леопольда III, во время нацистской оккупации по спорным причинам оставшегося в своей резиденции, а в 1944 году вывезенного нацистами в Австрию. Вильгельмина попросила своего министра иностранных дел в изгнании в Лондоне Элко ван Клеффенса «выяснить» через Ватикан, можно ли предложить высокопоставленным нацистам путь к бегству в обмен на освобождение бельгийской королевской семьи. Таким образом королева приняла участие в переговорах о переправке нацистских преступников в Латинскую Америку. Этим путем смогли сбежать от суда Адольф Эйхман, Йозеф Менгеле и Клаус Барби.

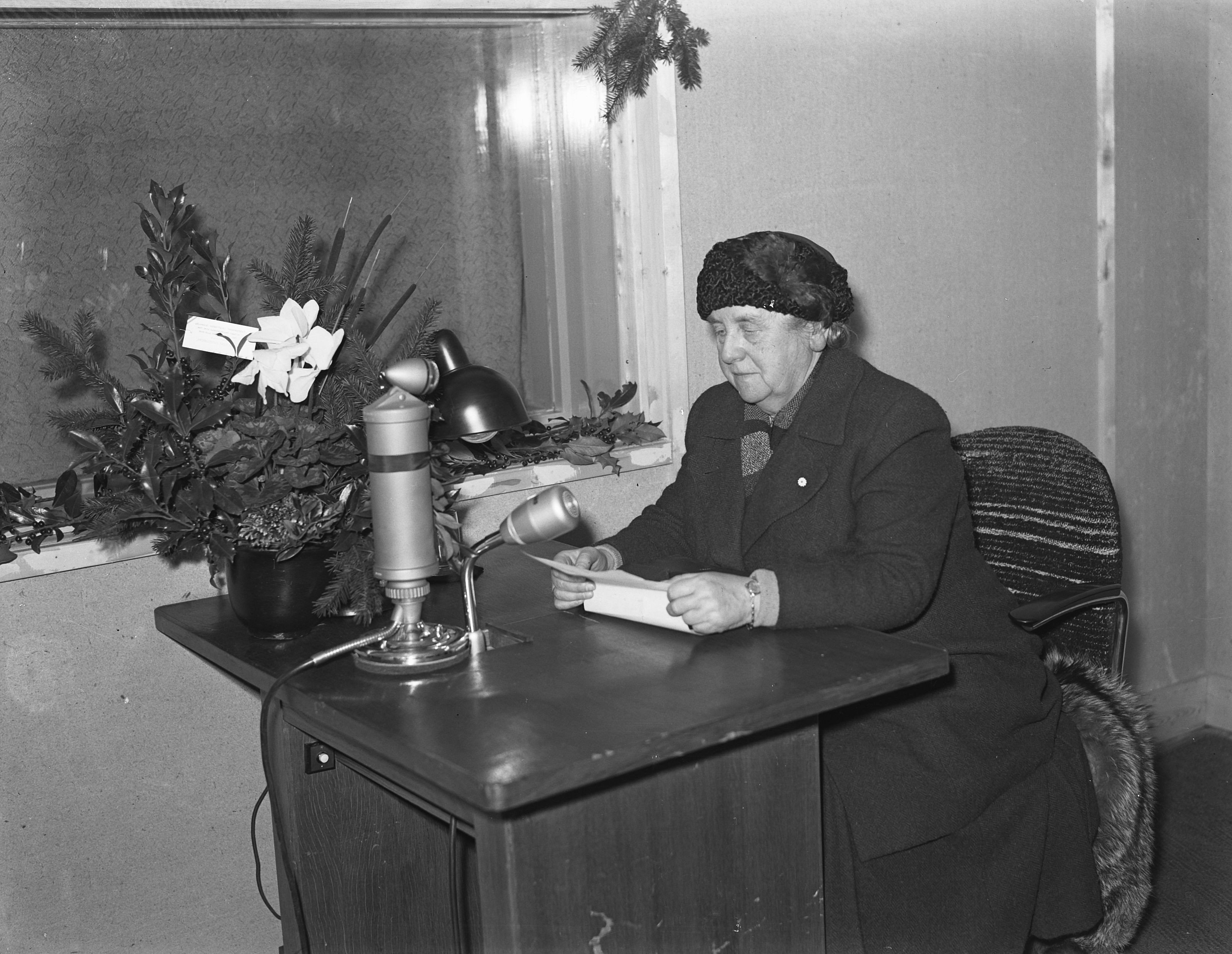
Королева Вильгельмина выступает по радио, 1945 год

Через три года после возвращения из эмиграции (1948) Вильгельмина отреклась от престола в пользу дочери Юлианы. Вильгельмина удалилась во дворец Хет Лоо, стала мало появляться на публике, пока Нидерланды не пострадали от наводнения в странах Северного моря. После него она путешествовала по стране, чтобы воодушевить и мотивировать голландцев. В последние годы своей жизни она написала свою автобиографию под названием «Одинокая, но не одна» в которой рассказала о событиях своей жизни и раскрыла свои сильные религиозные чувства.
Вильгельмина умерла от остановки сердца во дворце Хет Лоо 28 ноября 1962 года в возрасте 82 лет.

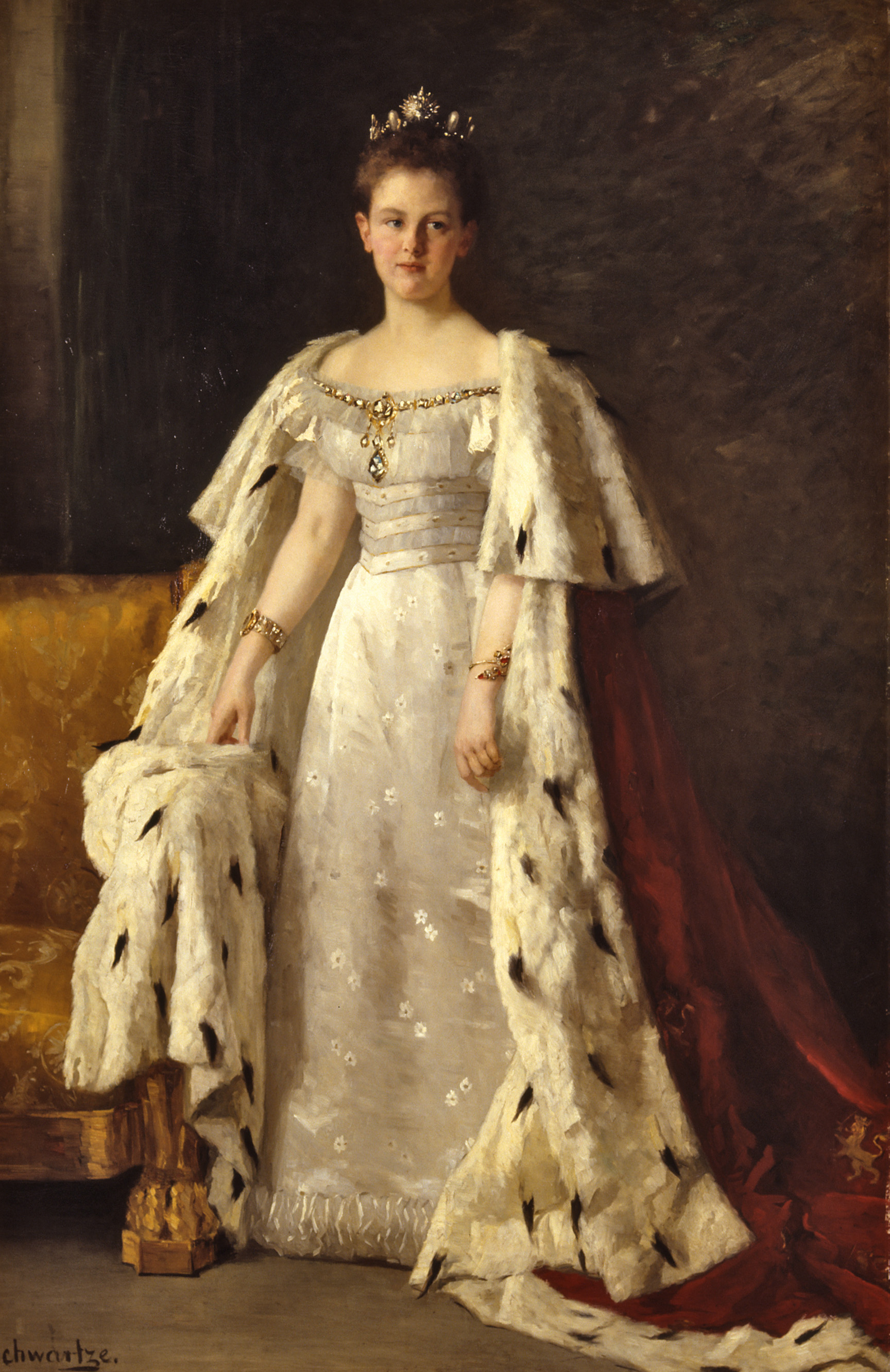
Портрет королевы Нидерландов Вильгельмины

## Брак и дети
С 1901 года Вильгельмина была замужем за герцогом Мекленбург-Шверинским Генрихом, ставшем принцем Хендриком Нидерландским. Супруг приходился королеве троюродным племянником. Их общим предком был российский император Павел I: Вильгельмина была внучкой великой княжны Анны Павловны, королевы Нидерландов, а Генрих — правнуком великой княжны Елены Павловны, герцогини Мекленбург-Шверинской. От этого брака, сложившегося неудачно, родился единственный выживший ребёнок — дочь Юлиана. Остальные четыре беременности королевы в 1901, 1902, 1906 и 1912 году окончились выкидышами.

## Награды
| Страна                  | Дата                            | Награда                                                                        | Награда                                                                        |
| ----------------------- | ------------------------------- | ------------------------------------------------------------------------------ | ------------------------------------------------------------------------------ |
| Нидерланды              | 23 ноября 1890 — 30 апреля 1948 | Суверен Военного ордена Вильгельма                                             | Суверен Военного ордена Вильгельма                                             |
| Нидерланды              | 23 ноября 1890 — 30 апреля 1948 | Суверен и Дама Большого креста ордена Нидерландского льва                      | Суверен и Дама Большого креста ордена Нидерландского льва                      |
| Нидерланды · Люксембург | 1905 — 30 апреля 1948           | Суверен ордена Золотого льва Нассау                                            | Суверен ордена Золотого льва Нассау                                            |
| Нидерланды              | 19 марта 1905 — 30 апреля 1948  | Суверен и Дама Большого креста ордена Оранского дома                           | Суверен и Дама Большого креста ордена Оранского дома                           |
| Нидерланды              | 4 апреля 1892 — 30 апреля 1948  | Суверен ордена Оранских-Нассау                                                 | Суверен ордена Оранских-Нассау                                                 |
| Нидерланды              | 7 января 1901                   | Памятная медаль «Бракосочетание Вильгельмины и Генриха Мекленбург-Шверинского» | Памятная медаль «Бракосочетание Вильгельмины и Генриха Мекленбург-Шверинского» |
| Нидерланды              | 7 января 1937                   | Памятная медаль «Бракосочетание Юлианы и Бернарда Липпе-Бистерфельдского»      | Памятная медаль «Бракосочетание Юлианы и Бернарда Липпе-Бистерфельдского»      |
| Нидерланды              | 4 сентября 1948                 | Коронационная медаль королевы Юлианны                                          | Коронационная медаль королевы Юлианны                                          |

| Страна             | Дата вручения     | Награда                                                    | Награда                                                    | Литеры  |
| ------------------ | ----------------- | ---------------------------------------------------------- | ---------------------------------------------------------- | ------- |
| Бельгия            | —                 | Дама Большого креста ордена Леопольда I                    | Дама Большого креста ордена Леопольда I                    |         |
| Бельгия            | —                 | Военный крест                                              | Военный крест                                              |         |
| Бразилия           | —                 | Дама Большого креста ордена Южного Креста                  | Дама Большого креста ордена Южного Креста                  |         |
| Эфиопия            | —                 | Дама Большой ленты ордена Соломона                         | Дама Большой ленты ордена Соломона                         | DSS     |
| Франция            | —                 | Дама Большого креста ордена Почётного легиона              | Дама Большого креста ордена Почётного легиона              |         |
| Гватемала          | —                 | Дама Большого креста ордена Кетцаля                        | Дама Большого креста ордена Кетцаля                        |         |
| Норвегия           | —                 | Дама Большого креста на цепи ордена Святого Олафа          | Дама Большого креста на цепи ордена Святого Олафа          |         |
| Перу               | —                 | Дама Большого креста с бриллиантами ордена Солнца Перу     | Дама Большого креста с бриллиантами ордена Солнца Перу     |         |
| Румыния            | —                 | Дама Большого креста на цепи ордена Кароля I               | Дама Большого креста на цепи ордена Кароля I               |         |
| Испания            | —                 | Дама Большого креста на цепи ордена Карлоса III            | Дама Большого креста на цепи ордена Карлоса III            |         |
| Испания            | —                 | Дама Большого креста на цепи ордена Изабеллы Католической  | Дама Большого креста на цепи ордена Изабеллы Католической  |         |
| Испания            | 1890 —            | 897-я Дама Большого креста ордена Королевы Марии Луизы     | 897-я Дама Большого креста ордена Королевы Марии Луизы     |         |
| Великобритания     | 1898 —            | Дама Королевского ордена Виктории и Альберта               | Дама Королевского ордена Виктории и Альберта               | VA      |
| Российская империя | 24 апреля 1899    | Дама ордена Святой Екатерины 1 степени                     | Дама ордена Святой Екатерины 1 степени                     |         |
| Мекленбург         | 7 февраля 1901 —  | Дама Большого креста с бриллиантами ордена Вендской короны | Дама Большого креста с бриллиантами ордена Вендской короны |         |
| Люксембург         | 1914 —            | Дама Большого креста ордена Дубовой короны                 | Дама Большого креста ордена Дубовой короны                 |         |
| Дания              | 1922 —            | Дама ордена Слона                                          | Дама ордена Слона                                          | RE      |
| Швеция             | 9 сентября 1922 — | Дама ордена Серафимов                                      | Дама ордена Серафимов                                      | RSerafO |
| Польша             | 1923 —            | Дама ордена Белого орла                                    | Дама ордена Белого орла                                    |         |
| Чехословакия       | 1929 —            | Дама Большого креста на цепи ордена Белого льва            | Дама Большого креста на цепи ордена Белого льва            |         |
| Финляндия          | 1932 —            | Дама Большого креста на цепи ордена Белой розы             | Дама Большого креста на цепи ордена Белой розы             |         |
| Великобритания     | 1944 —            | Дама ордена Подвязки                                       | Дама ордена Подвязки                                       | LG      |

В честь Вильгельмины был назван астероид (392) Вильгельмина, открытый в 1894 году.